# Winter-Kohn-Mellman-Wagner-Syndrom
Das Winter-Kohn-Mellman-Wagner-Syndrom ist eine sehr seltene angeborene Erkrankung mit einer Kombination von Fehlbildungen des Harn- und Geschlechtsapparates und Mikrognathie oder des Mittelohres.
Die Bezeichnung gilt als veraltet, das Syndrom wird jetzt als  Mayer-Rokitansky-Küster-Hauser-Syndrom Typ 2 geführt.
Die Bezeichnung bezieht sich auf die Autoren der Erstbeschreibung aus dem Jahre 1968 durch J. S. Winter, G. Kohn, W. J. Mellman, S. Wagner.

## Verbreitung
Die Häufigkeit wird mit unter 1 zu 1.000.000 angegeben, bislang wurde nur über Einzelfälle berichtet.